# Ravinia anandra
Ravinia anandra är en tvåvingeart som först beskrevs av Carroll William Dodge 1956.  Ravinia anandra ingår i släktet Ravinia och familjen köttflugor. Inga underarter finns listade i Catalogue of Life.